# Velupillai Prabhakaran
Velupillai Prabhakaran (Tamil: வேலுப்பிள்ளை பிரபாகரன்) (Velvettithurai, 26 november 1954 - Mullaitivu, 18 mei 2009) was de oprichter en leider van de Tamiltijgers.
Prabhakaran richtte deze organisatie in 1972 op om een Tamilstaat te vormen in Noordoost-Sri Lanka. Zowel door Sri Lanka als India werd hij vanwege terrorisme gezocht en werd hij bij verstek ter dood veroordeeld.
Daags nadat de Tamiltijgers hun verlies hadden toegegeven, meldde de Sri Lankaanse staatstelevisie de dood van Prabhakaran. Hij zou zijn gedood terwijl hij met medestanders probeerde te ontkomen in een ambulance.
In juli 2009 werd hij als leider van de Tamiltijgers opgevolgd door Vinayagamoorthy Muralitharan.